# Francesco Gasparini
Francesco Gasparini (19. března 1668 Camaiore, Provincie Lucca – 22. března 1727 Řím) byl italský hudební skladatel.

## Život
Gasparini byl druhý z pěti dětí Mikuláše a Alžběty Belfiore. O jeho hudebních začátcích je toho málo známo. Patrně studoval v Římě u Bernarda Pasquiniho a Arcangela Corelliho. V roce 1682 je uváděn jako varhaník kostela Madonna dei Monti v Římě. Od roku 1684 studoval zpěv na Akademii v Bologni (Accademia Filarmonica di Bologna) a od 17. května 1685 také skladbu. V roce 1686 se spolu se svým bratrem Michelangelo Gasparinim zdokonaloval u Giovanni Legrenziho v Benátkách.
Jako operní skladatel debutoval hned následujícího roku operou Olimpia vendicata uvedenou v Livornu. Vrátil se do Říma, kde v roce 1687 vystupoval se svým bratrem jako houslista a skladatel v paláci kardinála Benedetto Pamphili a v roce 1689 se stal členem Kongregace Santa Cecilia.
5. června 1701 byl jmenován kapelníkem na Pio Ospedale della Pietà (sirotčinec a konzervatoř) v Benátkách. Během svého působení v Benátkách se setkal s řadou slavných benátských skladatelů té doby: Legrenzim , Antoniem Lottim či Antoniem Vivaldim (který v té době zastával funkci učitele houslí přímo na téže konzervatoři). Do roku 1713, než opustil benátskou konzervatoř, zkomponoval Gasparini v Benátkách 24 oper, které byly uváděny převážně v divadle Teatro San Cassiano.
Rozhodl se pro návrat do Říma . Na cestě se zastavil v několika italských městech aby inscenoval svá díla (Miláně, Reggio Emilia, Florencie). V roce 1716 se vrátil do Říma a stal se skladatelem a kapelníkem markýze Francesca Maria Ruspoli. V této funkci vystřídal Antonio Caldara. V roce 1718 se stal členem literárního sdružení Accademia dell'Arcadia. V následujícím roce vstoupil do služeb rodiny Borghese. Od roku 1725 až do své smrti působil jako kapelník v Lateránské bazilice v Římě.

## Dílo
Zanechal rozsáhlé kompoziční dílo. Přibližně 60 oper, velké množství kantát a instrumentální, komorní a chrámové hudby. Přesto jeho hlavním zaměstnáním byla hudební pedagogika. Mezi jeho žáky prosluli zejména Benedetto Marcello, Johann Joachim Quantz a Domenico Scarlatti. Také napsal několik teoretických pojednání o hudbě a praktická cvičení z harmonie. Velmi dlouho byla využívána jeho učebnice generálního basu L'Armonico Pratico al Cimbalo.

### Opery
- Olimpia vendicata (dramma per musica, 1686, Livorno)
- Roderico (dramma per musica, libreto (dramma per musica, libreto G. B. Bottalino, 1686, Livorno)
- Bellerofonte (dramma per musica, libreto G. M. Conti, Řím, 1690)
- Amor vince lo sdegno ovvero L'Olimpia placata (dramma per musica, libreto Aurelio Aureli, 1692, Řím)
- La costanza nell'Amor Divino (dramma sacro per musica, libreto Pietro Ottoboni, 1695, Řím)
- Totila in Řím (dramma per musica, libreto Matteo Noris, 1696, Palermo)
- Aiace (dramma per musica, libreto Pietro d'Averara, 1697, Neapol)
- Gerone tiranno di Siracusa (dramma per musica, libreto Aurelio Aureli, 1700, Janov)
- Tiberio imperatore d'Oriente (dramma per musica, libreto G. D. Pallavicini, 1702, Benátky)
- Gli imenei stabiliti dal caso (dramma per musica, libreto Francesco Silvani, 1702, Benátky)
- Il più fedel tra i vassalli (dramma per musica, libreto Francesco Silvani, 1703, Benátky)
- Il miglior d'ogni amore per il peggiore d'ogni odio (dramma per musica, libreto Francesco Silvani, 1703, Benátky)
- La fede tradita e vendicata (dramma per musica, libreto Francesco Silvani, 1704, Benátky)
- La maschera levata al vizio (dramma per musica, libreto Francesco Silvani, 1704, Benátky)
- La fredegonda (dramma per musica, libreto Francesco Silvani, 1704, Benátky)
- Il principato custodito alla frode (dramma per musica, libreto Francesco Silvani, 1705, Benátky)
- Alarico ovvero L'ingratitudine gastigata (dramma per musica, libreto Francesco Silvani, spolupráce Tomaso Albinoni, 1705, Palermo)
- Antioco (dramma per musica, libreto Apostolo Zeno a Pietro Pariati, 1705, Benátky)
- Ambleto (dramma per musica, libreto Apostolo Zeno a Pietro Pariati, 1706, Benátky)
- Statira (dramma per musica, libreto Apostolo Zeno a Pietro Pariati, 1706, Benátky)
- Taican re della Cina (tragedia, libreto Urbano Rizzi, 1707, Benátky)
- Anfitrione (tragicomedia con prologo, libreto Apostolo Zeno a Pietro Pariati, 1707, Benátky)
- L'amor generoso (dramma per musica, libreto Apostolo Zeno, 1707, Benátky)
- Flavio Anicio Olibrio (dramma per musica, libreto Apostolo Zeno a Pietro Pariati, 1708, Teatro San Cassiano, Benátky)
- Engelberta (dramma per musica, libreto Apostolo Zeno a Pietro Pariati, 1709, Benátky)
- Alcide ovvero L'eroico amore (La violenza d'amore) (opera tragicomica, libreto M. Gasparini, 1709, Bergamo)
- La principessa fedele (dramma per musica, libreto Agostino Piovene, 1709, Benátky)
- L'oracolo del fato (componimento per musica da camera, libreto Pietro Pariati, 1709, Vídeň)
- Sesostri, re d'Egitto (dramma per musica, libreto Pietro Pariati, 1710, Benátky)
- La ninfa Apollo (scherzo scenico pastorale, libreto Francesco de Lemene, spolupráce Antonio Lotti, 1710, Benátky)
- L'amor tirannico (dramma per musica, libreto Domenico Lalli, 1710, Benátky)
- Tamerlano (tragedia, libreto Agostino Piovene a Jacques Pradon, 1711, Benátky)
- Costantino (dramma per musica, libreto Apostolo Zeno a Pietro Pariati, 1711, Benátky)
- Merope (dramma per musica, libreto Apostolo Zeno, 1712, Benátky)
- Eraclio (dramma per musica, libreto Pietro Antonio Bernadoni, spolupráce Carlo Francesco Pollarolo, 1712, Řím)
- Il comando non inteso ed ubbidito (dramma per musica, libretto Francesco Silvani, 1713, Milán)
- L'amore politico e generoso della regina Ermengarada (dramma per musica, spolupráce Giovanni Maria Capelli, 1713, Mantova)
- Lucio Papirio (dramma per musica, libreto Antonio Salvi, 1714, Řím)
- Eumene (dramma per musica, libreto Apostolo Zeno, 1714, Reggio Emilia)
- Amor vince l'odio ovvero Timocrate (dramma per musica, libreto Antonio Salvi, 1715, Florencie)
- Il tartaro nella Cina (dramma per musica, libreto Antonio Salvi, 1715, Reggio Emilia)
- Ciro (dramma per musica, libreto Matteo Noris, 1716, Řím)
- Vincislao (dramma per musica, libreto Apostolo Zeno, 1716, Řím)
- Il gran Cid (dramma per musica, libreto J. Alborghetti a N. Serino, 1717, Neapol)
- Intermezzi in derisione della setta maomettana (dramma per musica, libreto Girolamo Gigli, 1717, Řím)
- Pirro (dramma per musica, libreto Apostolo Zeno, 1717, Řím)
- Il trace in catena (dramma per musica, libreto Antonio Salvi, 1717, Řím)
- Democrito (dramma per musica, 1718, Turín)
- Nana francese e Armena (Mirena e Floro) (intermezzo, 1718, Drážďany)
- Astinatte (dramma per musica, libreto Antonio Salvi, 1719, Řím)
- Lucio Vero (dramma per musica, libreto Apostolo Zeno, 1719, Řím)
- Tigranes (dramma per musica, spolupráce Francesco Bartolomeo Conti, Giuseppe Maria Orlandini a Antonio Vivaldi, 1719, Hamburg)
- Amore e maestà (dramma per musica, libreto Antonio Salvi, 1720, Řím)
- Faramondo (dramma per musica, da Apostolo Zeno, 1720, Řím)
- La pace fra Seleuco e Tolomeo (dramma per musica, libreto Adriano Morselli 1720, Milano)
- L'avaro (intermezzo, libreto Antonio Salvi, 1720, Florencie)
- Nino (dramma per musica, libreto Ippolito Zanelli, 1720, Reggio Emilia)
- Dorinda (favola pastorale, libreto Benedetto Marcello, 1723, Řím)
- Silvia (dramma pastorale, libreto Enrico Bissari, 1723, Foligno)
- Gli equivoci d'amore e d'innocenza (dramma per musica, libreto Antonio Salvi, 1723, Benátky)
- Tigresa (favola pastorale con intermezzi, 1724, Řím)